# Angelo Weiss
Angelo Weiss (Trento, 9 febbraio 1969) è un allenatore di sci alpino ed ex sciatore alpino italiano.

## Biografia

### Carriera sciistica
Residente a Vigo di Fassa e specialista dello slalom speciale, ottenne il primo risultato di rilievo in Coppa del Mondo il 22 marzo 1992 a Crans-Montana (17º) ed esordì ai Giochi olimpici invernali a Lillehammer 1994, classificandosi all'8º posto. Nel 1995 si laureò campione italiano di slalom speciale, mentre nel 1996 ottenne il suo primo podio, il 1º marzo a Kempten (2º), e la sua unica vittoria, il 6 marzo a Champoluc, in Coppa Europa.
Ai XVII Giochi olimpici invernali di Nagano 1998, sua ultima presenza olimpica, fu 16º. Nel 1999 era stato inserito nel quartetto azzurro per lo slalom speciale dei Mondiali di Vail/Beaver Creek, ma non poté prendere il via a causa di un mal di schiena; il 15 dicembre dello stesso anno colse a Obereggen il suo ultimo podio in Coppa Europa (3º).
In Coppa del Mondo ottenne la sua unica vittoria (e anche il suo unico podio) il 9 gennaio 2000 a Chamonix e disputò la sua ultima gara il 22 gennaio 2002 a Schladming, senza portarla a termine. Si ritirò al termine della stagione 2002-2003 e la sua ultima gara fu lo slalom speciale dei Campionati italiani 2003, il 28 marzo a Ponte di Legno/Passo del Tonale, non completato da Weiss.

### Carriera da allenatore
Nel 2003 iniziò a collaborare con lo staff tecnico della nazionale italiana maschile. Nel 2005 è diventato allenatore della nazionale italiana femminile e in seguito è diventato allenatore per le prove veloci della squadra maschile,

## Palmarès

### Coppa del Mondo
- Miglior piazzamento in classifica generale: 35º nel 2000
- 1 podio:
  - 1 vittoria

#### Coppa del Mondo - vittorie
| Data           | Località | Paese   | Specialità |
| -------------- | -------- | ------- | ---------- |
| 9 gennaio 2000 | Chamonix | Francia | SL         |

Legenda:

SL = slalom speciale

### Coppa Europa
- 6 podi (dati parziali fino alla stagione 1993-1994):
  - 2 vittorie
  - 2 secondi posti
  - 2 terzi posti

#### Coppa Europa - vittorie
| Data             | Località             | Paese  | Specialità |
| ---------------- | -------------------- | ------ | ---------- |
| 21 dicembre 1993 | Madonna di Campiglio | Italia | SL         |
| 6 marzo 1996     | Champoluc            | Italia | SL         |

Legenda:

SL = slalom speciale

### Nor-Am Cup
- 1 podio (dati dalla stagione 1994-1995):
  - 1 terzo posto

### Far East Cup
- 1 podio (dati dalla stagione 1994-1995):
  - 1 terzo posto

### Campionati italiani
- 1 medaglia[4]
  - 1 oro (slalom speciale nel 1995)